# ラ・アーグ
ラ・アーグ（フランス語: La Hague フランス語発音: [la ag]）は、フランス、ノルマンディー地域圏、マンシュ県のコミューン。2017年1月1日にコミューン・ヌーヴェルとして誕生した。県内で最も面積の広いコミューンである。

## 由来
地名は、1027年からHagaとして知られた。1057年にはFauroux Haga、1079年と1087年にはNigelli de Hagaと記された。女性形に定義される名詞の存在は、中世に地名が形成されたことを示す。
hagueとは古いノルマン語であり、古ノルド語で『囲い地』を意味するhagiからきている。

## 歴史
2017年1月1日、アクヴィル、オデルヴィル、ボーモン＝アーグ、ビヴィル、ブランヴィル＝アーグ、ディギュルヴィル、エキュルヴィル、フロットマンヴィル＝アーグ、グレヴィル＝アーグ、エルクヴィル、ジョブール、オモンヴィル＝ラ＝プティット、オモンヴィル＝ラ＝ローグ、サント＝クロワ＝アーグ、サン＝ジェルマン＝デ＝ヴォー、トヌヴィル、ユルヴィル＝ナックヴィル、ヴァストヴィル、ヴォーヴィルが合併し、これらのコミューンは権限委任コミューンとなって、新たにラ・アーグが誕生した。